# Julija Něstěrenková
Julija Viktorovna Něstěrenková (bělorusky: Юлія Віктараўна Несцярэнка, rusky: Юлия Викторовна Нестеренко, rozená Barcevičová; * 15. června 1979 Brest) je běloruská atletka, sprinterka, olympijská vítězka v běhu na 100 metrů z roku 2004.

## Sportovní kariéra
V roce 2004 nejprve získala na halovém MS v Budapešti bronzovou medaili v běhu na 60 merů. Na olympiádě v Aténách v témže roce zvítězila ve finále běhu na 100 metrů časem 10,93 s. Také ve třech předcházejících kvalifikačních olympijských bězích zaběhla tuto trať vždy pod 11 sekund, v semifinále si vytvořila osobní rekord 10,92 s. V následujícím roce získala bronzovou medaili na světovém šampionátu v Helsinkách, kde běloruské kvarteto zaběhlo ve finále štafety na 4×100 metrů časem 42,56 s nový národní rekord. Postoupila zde také do finále běhu na 100 metrů, kde doběhla na 8. místě.